# Joseph Ciccotelli
Joseph Ciccotelli (né en 1957) est un écrivain lorrain. Il a écrit deux livres parlant tous deux de la polio, maladie tristement liée à son enfance. Il a également reçu le  prix du roman en 2007 pour son premier roman Enzo c'est moi des Conseils généraux de Lorraine.
Il est aussi chercheur au CNRS de Nancy. Il fut le plus jeune thésard lors de son doctorat.

## Œuvres
- Enzo, c'est moi, Haroué, éd. Rebelyne, 2006  (ISBN 291655100X)
- Le syndrome des oubliés, Haroué, éd. Rebelyne, 2010  (ISBN 2916551174)